# دن باتلر (بازیکن فوتبال، زاده ۱۹۹۴)
دن باتلر (انگلیسی: Dan Butler؛ زادهٔ ۲۶ اوت ۱۹۹۴) بازیکن فوتبال اهل بریتانیا است.
از باشگاه‌هایی که در آن بازی کرده‌است می‌توان به باشگاه فوتبال هاوانت و واترلوویل، باشگاه فوتبال پورتسموث، باشگاه فوتبال تورکی یونایتد، و باشگاه فوتبال آلدرشات تاون اشاره کرد.